# The Adventure of an Heiress
The Adventure of an Heiress è un film del 1913: nei titoli non compare il nome del regista. Prodotto dalla Kalem Company, il film fu interpretato da Alice Joyce e Tom Moore e venne distribuito nelle sale dalla General Film Company il 12 maggio 1913.

## Trama
Florence è un'ereditiera, figlia del ricchissimo H. Benjamin Baker ma i genitori la tengono sempre sotto stretto controllo. Un giorno, alcune amiche la invitano a partecipare alla vendita di biglietti per beneficenza. I genitori non ne vogliono neanche sentire parlare e le vietano di parteciparvi. Dick, il segretario di Baker, prende le sue difese e per questo viene licenziato. Il rapporto con suo padre diventa piuttosto burrascoso, ma poi Florence si calma. Baker, per fare la pace con la figlia, le regala una collana che lei mette dentro uno scrigno. Poi lascia la casa per raggiungere le amiche. Un giornalista, saputo del dono a Florence, in un articolo suggerisce che la collana sarà indossata dalla ragazza per il suo debutto in società. La notizia colpisce la fantasia di un ladro che progetta il furto del gioiello: riesce a impadronirsi della chiave dello scrigno e si presenta a casa Baker travestito da addetto alle pulizie. Ma viene sorpreso da Dick, l'ex segretario, che lo assicura alla giustizia.

## Produzione
Prodotto dalla Kalem Company.

## Distribuzione
Il film, interpretato da Alice Joyce e Tom Moore, venne distribuito nelle sale dalla General Film Company il 12 maggio 1913.